# Heliconius theudela
Heliconius theudela är en fjärilsart som beskrevs av William Chapman Hewitson 1874. Heliconius theudela ingår i släktet Heliconius och familjen praktfjärilar. Inga underarter finns listade i Catalogue of Life.